# Hold On (DI-RECT)
Hold On is een nummer van de Nederlandse rockband DI-RECT uit 2010. Het is de derde single van hun vijfde studioalbum This Is Who We Are.
De ballad werd een klein hitje in Nederland. Het bereikte de 23e positie in de Nederlandse Top 40.

## Hitnoteringen

### Nederlandse Top 40
| Hitnotering: 03-07-2010 t/m 21-08-2010 | Hitnotering: 03-07-2010 t/m 21-08-2010 | Hitnotering: 03-07-2010 t/m 21-08-2010 | Hitnotering: 03-07-2010 t/m 21-08-2010 | Hitnotering: 03-07-2010 t/m 21-08-2010 | Hitnotering: 03-07-2010 t/m 21-08-2010 | Hitnotering: 03-07-2010 t/m 21-08-2010 | Hitnotering: 03-07-2010 t/m 21-08-2010 | Hitnotering: 03-07-2010 t/m 21-08-2010 | Hitnotering: 03-07-2010 t/m 21-08-2010 |
| Week:                                  | 1                                      | 2                                      | 3                                      | 4                                      | 5                                      | 6                                      | 7                                      | 8                                      |                                        |
| -------------------------------------- | -------------------------------------- | -------------------------------------- | -------------------------------------- | -------------------------------------- | -------------------------------------- | -------------------------------------- | -------------------------------------- | -------------------------------------- | -------------------------------------- |
| Positie:                               | 29                                     | 25                                     | 25                                     | 25                                     | 23                                     | 23                                     | 31                                     | 39                                     | uit                                    |

### NederlandseSingle Top 100
| Hitnotering: 03-07-2010 t/m 21-08-2010 | Hitnotering: 03-07-2010 t/m 21-08-2010 | Hitnotering: 03-07-2010 t/m 21-08-2010 | Hitnotering: 03-07-2010 t/m 21-08-2010 | Hitnotering: 03-07-2010 t/m 21-08-2010 | Hitnotering: 03-07-2010 t/m 21-08-2010 | Hitnotering: 03-07-2010 t/m 21-08-2010 | Hitnotering: 03-07-2010 t/m 21-08-2010 | Hitnotering: 03-07-2010 t/m 21-08-2010 | Hitnotering: 03-07-2010 t/m 21-08-2010 |
| Week:                                  | 1                                      | 2                                      | 3                                      | 4                                      | 5                                      | 6                                      | 7                                      | 8                                      |                                        |
| -------------------------------------- | -------------------------------------- | -------------------------------------- | -------------------------------------- | -------------------------------------- | -------------------------------------- | -------------------------------------- | -------------------------------------- | -------------------------------------- | -------------------------------------- |
| Positie:                               | 69                                     | 86                                     | 81                                     | 86                                     | 78                                     | 86                                     | 100                                    | 92                                     | uit                                    |